# Vanilla pompona
Vanilla pompona Schiede, 1829 è una pianta della famiglia delle Orchidacee, originaria dell'America.

## Descrizione
V. pompona è un'orchidea di taglia grande che cresce epifita su alberi della foresta tropicale di pianura. Lo stelo, a crescita monopodiale, è spesso e rampicante, emette le radici aeree dalle giunture nodali e porta foglie coriacee, carnose con margini laminati, picciolate, oblunghe con restringimento all'apice e un po' conduplicate. La fioritura avviene a fine inverno, fino a tutta la primavera, mediante infiorescenze ascellari a racemo, che aggettano dalla base delle foglie, portanti da 6 a 8 fiori. Questi sono particolarmente appariscenti, anche oltre 12 centimetri di grandezza, con petali e sepali lanceolati di colore dal bianco panna al verde chiarissimo e labello con margini frastagliati di colore giallo intenso. Il frutto è un baccello i cui semi hanno il caratteristico aroma di vaniglia, anche se leggermente diverso da quello di Vanilla planifolia.

## Distribuzione e habitat
V. pompona è una pianta originaria di Messico, Costa Rica e Panama, dove cresce epifita su alberi della foresta tropicale di pianura, fino ad un massimo di 500 metri sul livello del mare.

## Coltivazione
Questa specie richiede esposizione all'ombra,  temperature elevate e irrigazioni frequenti nel periodo della fioritura. Occorre ridurre temperatura e umidità nella fase di riposo.